# SVG Celle
Der SVG Celle Handball ist ein Sportverein aus dem niedersächsischen Celle. Seine Frauen-Handballmannschaft spielte mehrere Spielzeiten in der Handball-Bundesliga.

## Der Verein
Der Stammverein SV Garßen existiert seit 1923, Frauenhandball wird im Verein seit etwa 1970 betrieben. Ab etwa 1990 kann von Leistungshandball im Verein gesprochen werden. Die erste Mannschaft stieg mehrfach auf. Im Jahre 1998 gelang ihr der Einzug in die zweite Bundesliga, in der sie bis zum Jahr 2009 spielte. 2009 stiegen sie in die erste Bundesliga auf. Dort musste die Mannschaft jedoch nach einer Saison wieder in die 2. Bundesliga absteigen. Dort gelang dann der sofortige Wiederaufstieg ins Oberhaus. Die zweite Mannschaft gewann 2011 die Oberliga.

## Die Handballerinnen des SVG
Die Handballabteilung des Sportvereins hat derzeit etwa 145 Mitglieder und stellt ausschließlich weibliche Mannschaften im Spielbetrieb. Im Hinblick auf die mit dem Leistungssport verbundenen wirtschaftlichen Risiken wurde die SVG Celle Handball Spielbetriebs- und Sportmarketing GmbH gegründet, die ihren Geschäftsbetrieb mit Beginn des Spieljahres 2005/06 begann. Der SVG Celle musste am 10. August 2017 seine Mannschaft aus der 2. Bundesliga zurückziehen und Insolvenz anmelden.
Die Heimspiele trägt der Club in der HBG-Sporthalle im Celler Stadtteil Heese aus.

## Größte Erfolge
- Aufstieg in die 2. Bundesliga 1998
- Erreichen des Viertelfinales im DHB-Pokal 2015/16
- Gewinn der 2. Bundesliga Nord 2009
- Aufstieg in die 1. Bundesliga 2009, 2011, 2014
- Beste Damenmannschaft Niedersachsen 2009

### Der SVG in den Aufstiegs-Play-Offs
Seit der Saison 2004/05 wird der Aufstieg in die 1. Bundesliga durch Aufstiegs-Play-Offs entschieden. Jedes Mal war der SVG dabei. Bei den ersten vier Teilnahmen schied man jeweils gegen den SC Markranstädt in der ersten Runde aus. Bei der fünften Playoff-Teilnahme gelang der Mannschaft der Aufstieg in die 1. Bundesliga, nachdem man sich gegen die Südmannschaften vom TuS Weibern und dem SC Markranstädt durchsetzen konnte.
- 2004/05: SVG Celle – SC Markranstädt 30:26, 20:29
- 2005/06: SVG Celle – SC Markranstädt 23:25, 29:28
- 2006/07: SVG Celle – SC Markranstädt 19:35, 24:25
- 2007/08: SC Markranstädt – SVG Celle 27:25, 36:31
- 2008/09: TuS Weibern – SVG Celle 28:36, 24:28; Finale: SC Markranstädt – SVG Celle 29:27, 23:25
- 2010/11: TuS Metzingen – SVG Celle 21:24, 26:32; Finale: TV Nellingen – SVG Celle 30:34, 30:26

## Die Saisonbilanzen seit 1997/98
| Saison  | Spielklasse        | Platz | Spiele | Tore    | Diff. | Punkte |
| ------- | ------------------ | ----- | ------ | ------- | ----- | ------ |
| 1997/98 | Regionalliga Nord  | 1     | 22     | 539:421 | +118  | 39:05  |
| 1998/99 | 2. Bundesliga Nord | 6     | 26     | 605:594 | +011  | 28:24  |
| 1999/00 | 2. Bundesliga Nord | 5     | 26     | 642:611 | +031  | 30:22  |
| 2000/01 | 2. Bundesliga Nord | 11    | 26     | 561:600 | −039  | 18:34  |
| 2001/02 | 2. Bundesliga Nord | 7     | 26     | 603:676 | −073  | 28:24  |
| 2002/03 | 2. Bundesliga Nord | 11    | 26     | 592:644 | −052  | 20:32  |
| 2003/04 | 2. Bundesliga Nord | 9     | 26     | 659:660 | −01   | 24:28  |
| 2004/05 | 2. Bundesliga Nord | 3     | 28     | 835:694 | +141  | 44:12  |
| 2005/06 | 2. Bundesliga Nord | 3     | 26     | 811:687 | +124  | 37:15  |
| 2006/07 | 2. Bundesliga Nord | 3     | 26     | 775:686 | +089  | 34:18  |
| 2007/08 | 2. Bundesliga Nord | 2     | 24     | 721:630 | +091  | 37:11  |
| 2008/09 | 2. Bundesliga Nord | 1     | 22     | 745:610 | +135  | 39:05  |
| 2009/10 | 1. Bundesliga      | 12    | 22     | 583:654 | −071  | 11:33  |
| 2010/11 | 2. Bundesliga Nord | 1     | 22     | 689:546 | +143  | 41:03  |
| 2011/12 | 1. Bundesliga      | 11    | 20     | 468:588 | −120  | 02:38  |
| 2012/13 | 2. Bundesliga      | 3     | 28     | 791:695 | +096  | 38:18  |
| 2013/14 | 2. Bundesliga      | 3     | 28     | 799:734 | +065  | 39:17  |
| 2014/15 | 1. Bundesliga      | 12    | 26     | 582:726 | −144  | 12:40  |
| 2015/16 | 1. Bundesliga      | 13    | 26     | 629:740 | −111  | 10:42  |
| 2016/17 | 1. Bundesliga      | 14    | 26     | 601:755 | −154  | 07:45  |

## Bekannte Spielerinnen der Vergangenheit
- 2011: Antje Peveling
- 2010: Jasmina Janković
- 2007–2017: Jolanda Bombis-Robben
- 2006–2010, 2012/13: Waleria Galouza
- 2004: Annette Tallqvist (finnische Nationalspielerin)
- 1997: Tatjana Rühl (geb. Gorb) (256 Länderspiele für die Ukraine und die UdSSR)